# Ernst Christian Achelis
Ernst Christian Achelis (Brema, 13 gennaio 1838 – Marburgo, 10 aprile 1912) è stato un teologo tedesco.

## Biografia

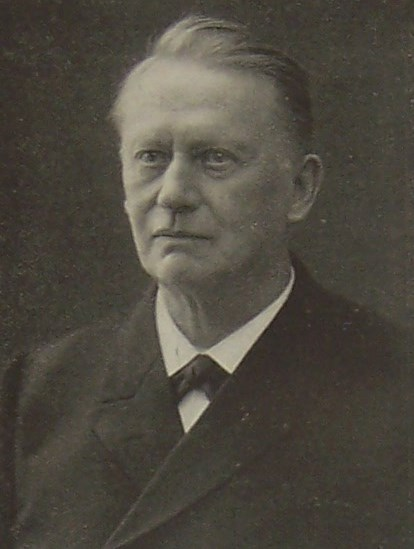
Ernst Christian Achelis

Ernst Christian Achelis frequentò il liceo a Brema, nel 1857/58 e studiò teologia all'Università di Heidelberg e all’Università "Martin Lutero" di Halle-Wittenberg. Durante i suoi studi a Heidelberg, nel semestre invernale tra 1857 e 1858 divenne membro dell’associazione studentesca Frankonia Heidelberg. Nel 1860 venne nominato viceparroco di Arsten, nel 1862 pastore di Hastedt e nel 1875 pastore a Barmen, dove tra il 1880 e il 1882 la Pauluskirche era in costruzione. Nel 1882 divenne dottore ad honorem di teologia all’ Università Martin Lutero di Halle-Wittenberg. Non portò avanti la sua carriera come membro del concistoro, predicatore al duomo e sovrintendente nella città di Halle.
Dal 1882 infatti insegnò teologia pratica e divenne predicatore nell’Università di Marburgo, dove lavorò fino a poco prima della sua morte. Nel 1897 divenne membro e nel 1908 consigliere segreto del concistoro. Egli fu anche membro del sinodo dell’Assia. Si adoperò per la creazione di un nuovo libro dei canti.
Il suo accuratissimo e sistematico Compendio di teologia pratica, che Achelis riuscì ad elaborare grazie alla sua conoscenza enciclopedica delle fonti, contraddistinse il periodo classico della disciplina. Egli è considerato uno dei più influenti studiosi di teologia pratica in Germania.
Sposò Anna Iken l’8 giugno 1864 e il loro figlio Hans Achelis divenne uno storico della chiesa evangelica. 

## Opere
Achelis ha scritto anche numerosi articoli di riviste che trattavano di teologia, della Chiesa, giornali di letteratura teologica, cronaca teologica, riviste letterarie tedesche e alcuni per l’Enciclopedia teologica. Altre sue opere sono:
- - Richard Rothe. 1869
  - Der Krieg im Lichte der christlichen Moral. 1871
  - Die Bergpredigt nach Matthaeus und Lucas. Exegetisch und kritisch untersucht. Velhagen & Klasing, Bielefeld 1875
  - Parteiwesen und Evangelium. 1878
  - Die Entstehungszeit von Luthers geistlichen Liedern. 1884
  - Aus dem akademischen Gottesdienst in Marburg.  1886–1888
  - Die evangelische Predigt eine Großmacht. 1897
  - Christusreden. Predigten. Lipsia 1890–1897
  - Lehrbuch der praktischen Theologie 1890/91
  - Lehrbuch der Praktischen Theologie. 1890/91
  - Grundriss der praktischen Theologie. 1893
  - Zur Symbolfrage. Zwei Abhandlungen, 1892
  - Björnsons „Über unsere Kraft“ und das Wesen des Christentums. 1902
  - Der Dekalog als Katechetisches Lehrstück 1905
  - G. Manken’s Homilien in Auswahl mit Einleitung. 1888
  - Homilien und Katechik des Andreas Hyperius, verdeutscht. 1901
  - J. V. Andreae: Eine Pastoraltheologie in Versen.  Marburgo 1906